# 友桐夏
友桐 夏（ともぎり なつ、 1976年6月8日 -）は、日本の小説家、推理作家。滋賀県に生まれ、同県で育つ。

## 経歴
2005年、「ガールズレビューステイ」で集英社が主催するロマン大賞佳作に入選し（同時入選は広瀬晶『螺旋の王国』）、作家としてデビューする。『白い花の舞い散る時間』と改題し刊行される。
以降、2007年までに、デビュー作を含めて4つの作品を集英社コバルト文庫から上梓する。いずれも、少女の心を鮮烈に描いたミステリー作品となっており、一部の読者からは熱狂的な支持を得た。
2012年、5年間の沈黙を破り、初の一般文芸作品『星を撃ち落とす』を東京創元社のミステリ・フロンティアから上梓する。

## 作品リスト

### リリカル・ミステリーシリーズ
- 白い花の舞い散る時間（2005年9月 コバルト文庫）
- 春待ちの姫君たち（2005年11月 コバルト文庫 / 2014年2月 創元推理文庫）
- 盤上の四重奏（2006年3月 コバルト文庫）
- 楽園ヴァイオリン（2007年4月 コバルト文庫）

### ノンシリーズ
- 星を撃ち落とす（2012年6月 東京創元社ミステリ・フロンティア）
- 裏窓クロニクル（2014年10月 東京創元社）